# VARIG-Flug 254
VARIG-Flug 254 war ein Linienflug der brasilianischen Fluggesellschaft Varig mit einer Boeing 737-241, der am 3. September 1989 nahe São José do Xingu verunglückte.

## Flugverlauf
Nach dem Start vom Flughafen São Paulo-Guarulhos sollte der Flug mit einer Zwischenlandung auf dem Flughafen Marabá zum Flughafen Belém führen. Der erste Teil des Fluges verlief ohne Probleme. Gegen 17:30 Uhr hob die Maschine nach der Zwischenlandung wieder in Marabá ab. Anstatt jedoch nach Norden in Richtung des etwa 450 km entfernt gelegenen Belém zu fliegen, flog sie in Richtung Westen.
Nach etwa 40 Minuten Flugzeit versuchten die Piloten, den Fluglotsen am Zielflughafen in Belém über UKW zu erreichen, was jedoch nicht gelang. Erst unter Verwendung der HF-Funkverbindung gelang die Kommunikation, die zwar qualitativ schlechter ist, jedoch über eine höhere Reichweite verfügt. Die Piloten gingen nach wie vor davon aus, in der Nähe von Belém zu sein, und sanken weiter. Auch der Funkverkehr deutet darauf hin, dass die Piloten sich über ihre Position nicht bewusst waren. Da sie jedoch den Flughafen nicht finden konnten, begriffen sie, dass sie nicht in der Nähe von Belém waren. Da auch die Versuche scheiterten, über eine Funkpeilung von Radiostationen ihre Position zu ermitteln, folgten sie einem Flusslauf, den sie für den Amazonas hielten, der sie grob in Richtung Belém geführt hätte. Der Verlauf des Flusses und dementsprechend der Kurs der Maschine passten jedoch nicht zum Amazonas, da das Flugzeug jetzt Richtung Süden flog. Ein Notruf an den Fluglotsen erfolgte nicht. Gegen 20:30 Uhr ging der Treibstoff zur Neige und die Piloten mussten die Maschine im Dunkeln im Dschungel notlanden. Der Rumpf der Maschine brach an mehreren Stellen auseinander. Fünf Passagiere starben am Unfalltag, weitere acht Passagiere erlagen in den nachfolgenden Tagen ihren Verletzungen. 

## Rettungsmaßnahmen
Da der Verlauf des Fluges nicht durch Radar überwacht wurde, gab es keinen Hinweis auf den Absturzort. Einzig die falschen Positionsangaben der Piloten, die sich während des Fluges in der Nähe von Belém wähnten, gaben einen Hinweis. Dementsprechend konzentrierte sich die Suche auf die Umgebung des Zielflughafens.
Am Absturzort machten sich am zweiten Tag nach dem Unfall mehrere Überlebende auf, um Hilfe zu holen. Die Gruppe, unter ihnen ein mit dem Dschungel vertrauter Diamantensucher, stieß nach mehreren Stunden auf einen Pfad, der in die Siedlung São José do Xingu führte. Von dort konnten mithilfe eines Funkamateurs die Rettungsmannschaften an den Unfallort geführt werden.

## Ursachensuche
Die Piloten gaben an, dass ihre Navigationsinstrumente nicht funktioniert hätten. Nach Analyse der Daten aus den Flugschreibern stellte sich allerdings heraus, dass die Maschine direkt nach dem Start auf Kurs 270 gegangen war, also direkt nach Westen. Der korrekte Kurs Richtung Belém wäre 27 Grad, also nach Nordosten, gewesen. Die Piloten hatten also den falschen Kurs in die Navigationsgeräte eingegeben. Ursache für die falsche Eingabe war auch die ungewöhnliche Darstellung des Kurses auf den Flugplanunterlagen der Varig. Der Kurs wurde als vierstellige Zahl dargestellt. Die vierte Ziffer war als Dezimalstelle zu interpretieren, jedoch nicht durch einen Dezimalpunkt von den anderen drei Ziffern getrennt. Die Piloten interpretierten die Angabe 0270 also als 270 Grad anstatt 027.0 Grad, dem korrekten Kurs.
Den Piloten wurde vorgeworfen, die falsche Navigation nicht bemerkt zu haben, obwohl sie die Strecke nach Belém gekannt hatten. Unter anderem flogen sie Richtung Westen der untergehenden Sonne entgegen, während der richtige Kurs sie nach Nordosten geführt hätte. Zudem hatten sie nicht über Funk um Hilfe gebeten, als ihnen klar wurde, dass sie die Orientierung verloren hatten.
Die Piloten, die vor Bekanntwerden der Ursache für ihre Notlandung als Helden gefeiert worden waren, wurden zu gemeinnütziger Arbeit verurteilt. Der Fluglotse in Belém wurde degradiert, da er durch das Hören eines Fußballspiels abgelenkt die Situation nicht erkannte und zu spät Alarm gab.

## Folgen
In Folge des Unfalls wurde bei Varig die Angabe des Kurses in den Flugunterlagen in eine Darstellung mit Dezimaltrennzeichen geändert. Zudem wurde in Brasilien eine flächendeckende Radarüberwachung aufgebaut.

## Medien
In der dritten Folge der 14. Staffel der kanadischen Fernsehsendung Mayday – Alarm im Cockpit wurde eine Rekonstruktion des Unfalls in der Episode „Vom Dschungel verschlungen“ gezeigt.